# Johann Werle
Johann Baptist Werle (* 1. März 1810 in Bürstadt; † 29. Juni 1861 in Groß-Gerau) war Kreisrat des Kreises Groß-Gerau im Großherzogtum Hessen und Abgeordneter in der Zweiten Kammer der Landstände des Großherzogtums.

## Familie
Seine Eltern waren der Amtsadvokat Johann Philipp Jakob Werle (1769–1829) und dessen Frau Marianne, geborene Alberti. Die Familie war evangelisch, Johann Werle konvertierte später zum römisch-katholischen Bekenntnis. Er heiratete seine Cousine Agnes Amanda Werle.

## Karriere
Johann Werle studierte Rechts- und Staatswissenschaft und wurde zum Dr. jur.  promoviert. 1841 wurde er Assessor mit Stimme (Richter) am Landgericht Zwingenberg. 1852 wechselte er von der Justiz in die Verwaltung und wurde kommissarisch und 1854 definitiv Kreisrat im Kreis Groß-Gerau.

## Parlamentarisches Engagement
Zwischen 1851 und 1861 gehörte er während des 14. bis 16. Landtags der Zweiten Kammer der Landstände des Großherzogtums Hessen an. Er wurde für den 14. Landtag 1851 im Wahlbezirk Starkenburg 3/Zwingenberg und 1856 für den 15. und 1859 für den 16. Landtag im Wahlbezirk Starkenburg 13/Gernsheim gewählt.